# Johan Abraham Björklund
Johan Abraham Björklund, född 28 juni 1844 i Uppsala, död 6 oktober 1931 i Stockholm, var en svensk tidningsman. Han var morfar till Carl Fehrman.
Björklund blev student 1863 och var en tid kurator för Östgöta nation vid Uppsala universitet. År 1872 fick han anställning (på utrikesavdelningen) i Stockholms Dagblad, men övergick redan samma år till Nya Dagligt Allehanda, för vilken tidning han blev redaktionssekreterare 1878. Han gjorde sig först under signaturen Janus känd som teater- och litteraturanmälare, men ägnade sig från 1883 övervägande åt den politiska avdelningen och var 1891–1905 tidningens huvudredaktör och 1906–1908 direktör för Svenska Telegrambyrån.
Bland den mängd frågor, i vilka Björklund starkt engagerade sig, kan särskilt nämnas tullfrågorna. I den i början av 1890-talet brännande frågan om den rätta proportionen mellan tullen på malen och omalen spannmål, en av det protektionistiska systemets ömtåligaste punkter, understödde han, så gott som ensam inom hela pressen, regeringens förslag, vilket efter häftiga strider med en mycket obetydlig modifikation även avgick med segern.
I unionsfrågan bekämpade Björklund konsekvent de norska anspråken på att Norge utan vederlag skulle få sin konstitutionella maktställning inom unionen utvidgad, men har icke ställt sig principiellt avvisande mot en ökning av Norges inflytande, under förutsättning av konstitutionella garantier och en effektivare medverkan till unionens försvar. Han bidrog starkt till avskaffandet av den s.k. mellanrikslagen.
Däremot understödde hans tidning livligt förslaget att på statsbana mellan Luleå och Ofoten, liksom han i allmänhet arbetade för kommunikationernas utveckling såväl till lands som till sjöss. I försvarsfrågan påyrkade han med värme bifall till de 1892 och 1901 antagna härordningsförslagen. Slutligen kan nämnas, att han var en av dem, som 1874 stiftade Publicistklubben.
Johan Abraham Björklund är begravd på Norra begravningsplatsen utanför Stockholm.